# Arianna Fontana
Arianna Fontana (ur. 14 kwietnia 1990 w Sondrio) – włoska łyżwiarka szybka, specjalizująca się w short tracku, złota medalistka olimpijska w Pjongczangu (2018) i Pekinie (2022) na dystansie 500 m. Złota, srebrna i brązowa medalistka mistrzostw świata, jedenastokrotna mistrzyni Europy.
Debiutowała w wieku piętnastu lat w Turynie w 2006. Wspólnie z koleżankami zdobyła wtedy brązowy medal w biegu sztafetowym. W 2010 Igrzyska w Vancouver były jej drugą olimpiadą. Zdobyła tam medal w biegu indywidualnym, stając na najniższym stopniu podium w wyścigu na 500 metrów. W IO 2014 w Soczi zdobyła indywidualnie srebrny medal w biegu na 500 metrów, oraz brązowy w sztafecie. Na igrzyskach w Pjongczangu zdobyła złoto na 500 metrów. Stawała na podium mistrzostw świata oraz Europy. Na zimowych igrzyskach olimpijskich w Pekinie wywalczyła srebrny medal w konkurencji sztafety mieszanej.